# بروميليا فلمنغية
بروميليا فلمنغية (الاسم العلمي: Bromelia flemingii) هو نوع نباتي يتبع جنس البروميليا من فصيلة البروميلية.